# Rielves
Rielves település Spanyolországban, Toledo tartományban. Rielves Toledo, Albarreal de Tajo, Gerindote, Barcience, Huecas, Villamiel de Toledo és Bargas községekkel határos. Lakosainak száma 859 fő (2024).

## Népesség
A település népessége az utóbbi években az alábbiak szerint változott:
| Lakosok száma | 542  | 567  | 660  | 738  | 809  | 787  | 756  | 752  | 760  | 859  |
|               | 2001 | 2004 | 2007 | 2009 | 2012 | 2014 | 2017 | 2019 | 2022 | 2024 |